# U-Bahnhof Otisstraße

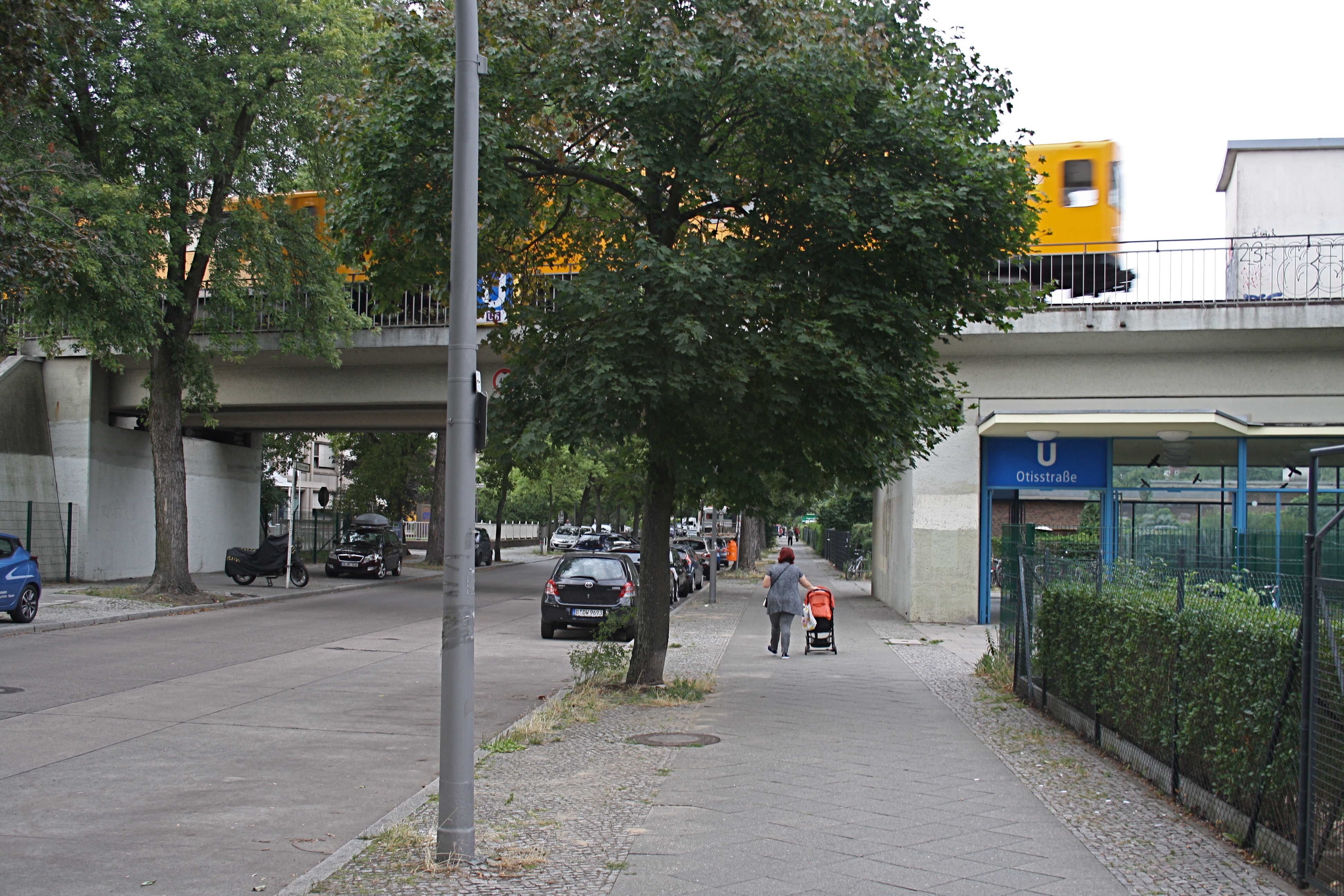
Brücke über die Otisstraße und Zugang zum U-Bahnhof

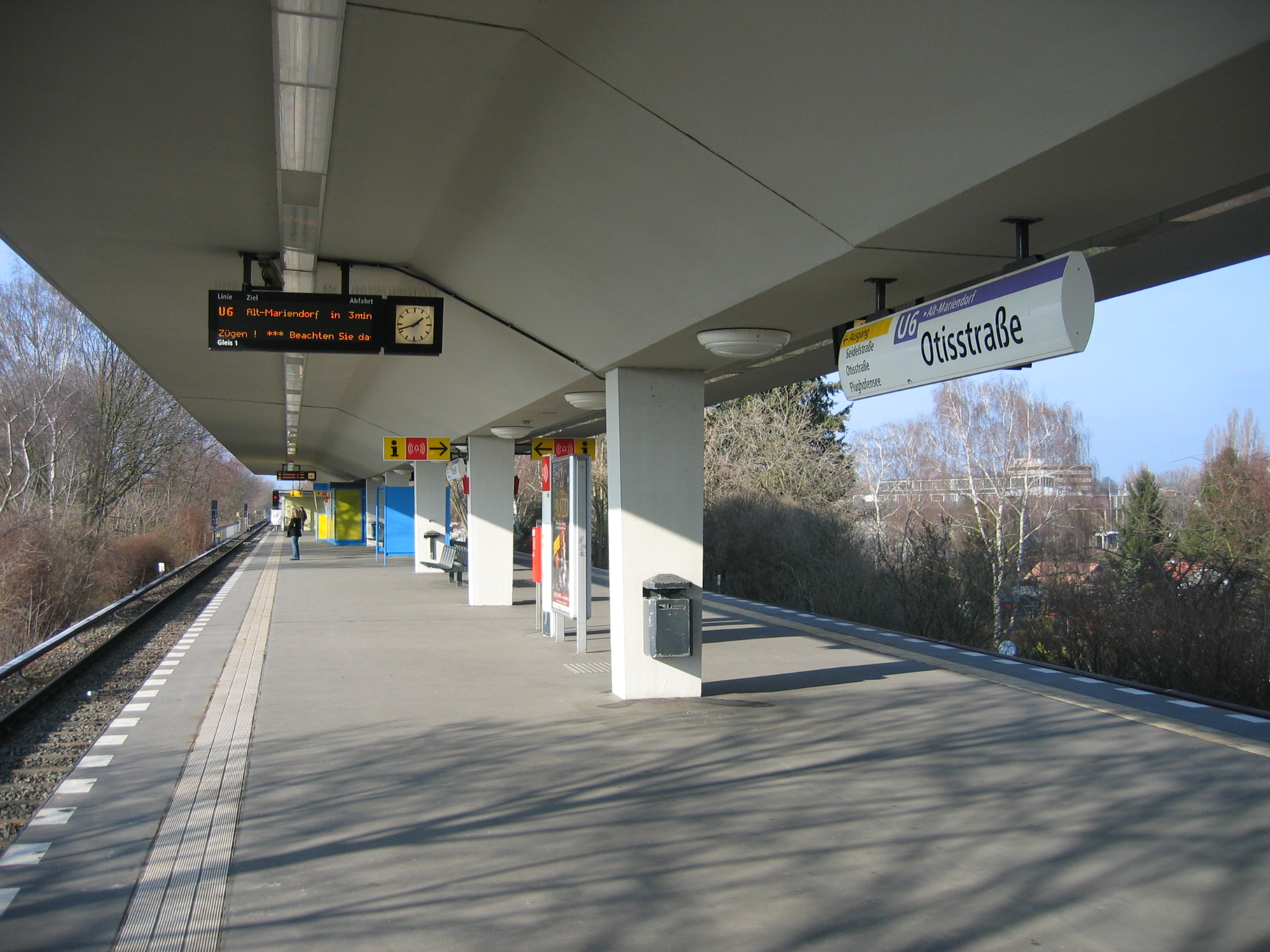
Bahnsteig des U-Bahnhofs

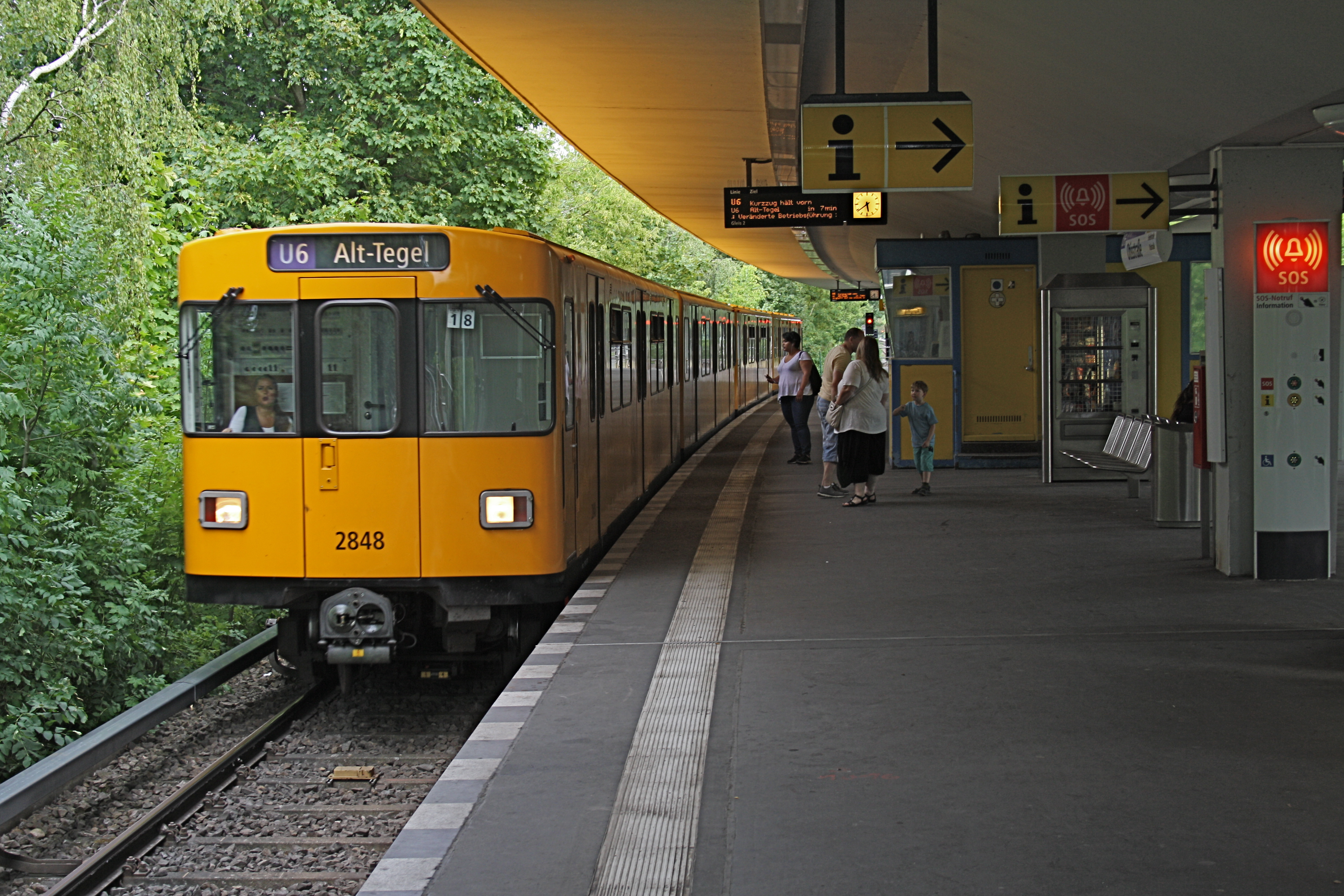
Bahnsteig mit nordwärts einfahrendem Zug der Baureihe F90

Der U-Bahnhof Otisstraße ist eine Station der Linie U6 der Berliner U-Bahn. Er ist der mittlere von drei aufeinanderfolgenden oberirdischen Stationen dieser Linie. Im Bahnhofsverzeichnis der Berliner Verkehrsbetriebe (BVG) wird der U-Bahnhof mit dem Kürzel Oti geführt. 

## Lage und Beschreibung

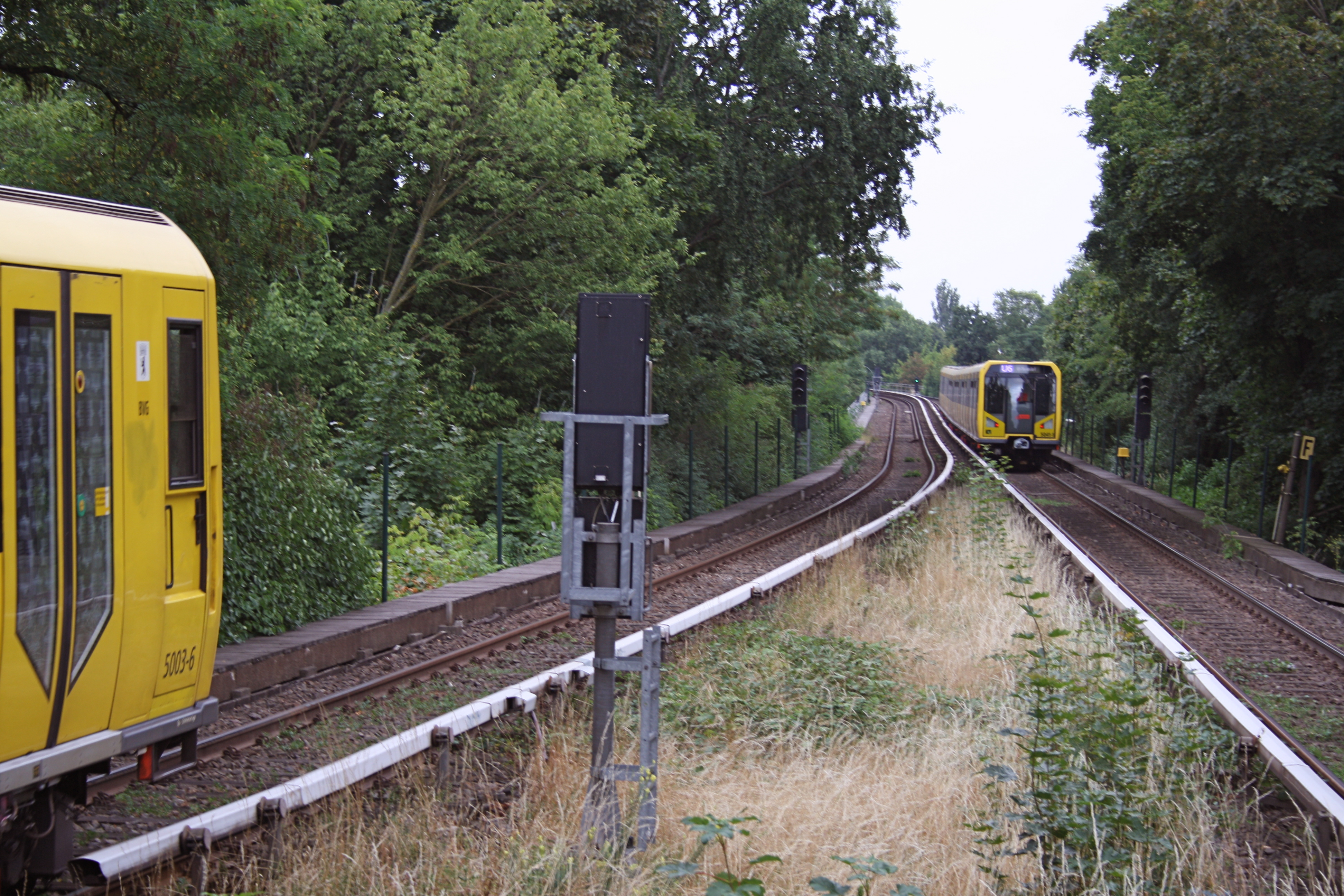
Südliche Zufahrtsgleise mit Zügen der Baureihe H

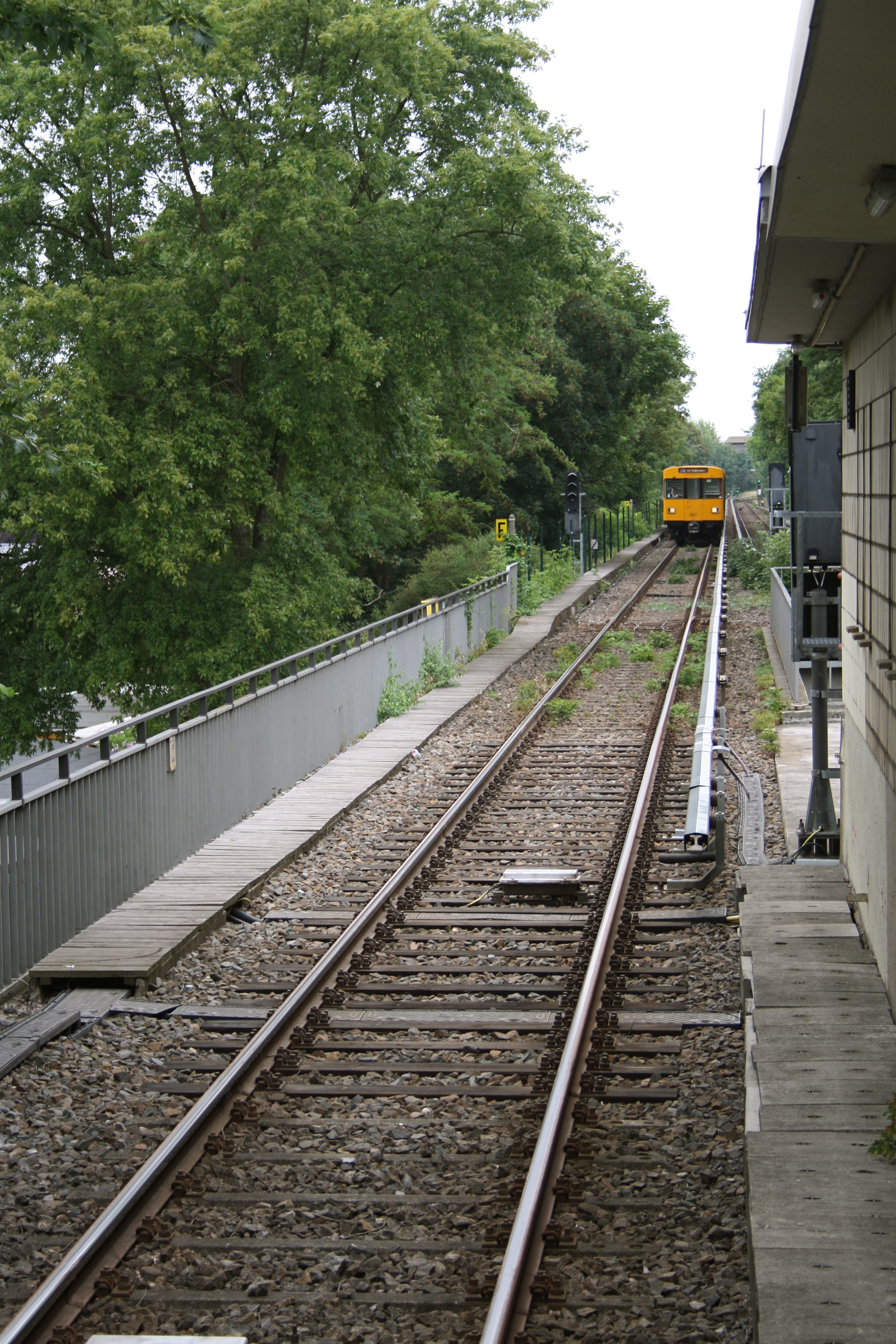
Nördliche Zufahrtsgleise

Die Station liegt im Berliner Ortsteil Reinickendorf des gleichnamigen Bezirks. Sie ist 698 Meter vom U-Bahnhof Holzhauser Straße und 824 Meter vom U-Bahnhof Scharnweberstraße entfernt. Die Gegend um die Station wird von Kleingartenanlagen dominiert, das Fahrgastaufkommen ist daher verhältnismäßig gering.
Der U-Bahnhof liegt auf einem Erddamm unmittelbar südöstlich der Brücke über die Otisstraße. Er befindet sich 7,35 Meter über dem Straßenniveau und verfügt über einen 8,30 Meter breiten, vollständig überdachten Mittelbahnsteig. Der Zugang erfolgt am nördlichen Bahnsteigende über eine feste Treppe von einer unter dem Gleiskörper gelegenen Zugangshalle. Die Gestaltung der Station ist zweckmäßig; die Aufbauten bestehen aus blauen Stahlrahmen, die Mauerwerksausfachungen sind mit gelbem Kleinmosaik verkleidet. Der für die kalte Jahreszeit angelegte verglaste Wartesaal auf dem Bahnsteig ist nicht mehr öffentlich zugänglich.
Östlich der Station befindet sich das Gleichrichterwerk Seidelstraße, das zunächst als einziges Umformerwerk die Neubaustrecke nach Tegel mit Fahrstrom versorgte.

## Geschichte
Arbeitstitel während des Baus war der Name der kreuzenden Innungsstraße, die 1956 nach dem US-amerikanischen Mechaniker und Erfinder Elisha Graves Otis in Otisstraße umbenannt wurde. Am 31. Mai 1958 wurde der U-Bahnhof unter dem Namen Seidelstraße (Flugplatz Tegel) eröffnet, obwohl die namengebende Seidelstraße in 200 Meter Entfernung parallel zur U-Bahn-Strecke verläuft. Das Empfangsgebäude des Flugplatzes lag damals nördlich dessen Landebahn und war von der Station aus zu erreichen. 1961 wurde der Namenszusatz in Flughafen Tegel geändert und nach der Inbetriebnahme des aktuellen Flughafengebäudes ab November 1974 völlig weggelassen.
Am 6. Januar 2003 erhielt die Station den ursprünglich angedachten Namen Otisstraße. An der Straße befindet sich ein Werk der Otis Elevator Company, das auch für andere Berliner U-Bahnhöfe Aufzüge herstellt.
Seit dem 29. Oktober 2010 verfügt der Bahnhof über eine Aufzugsanlage für einen barrierefreien Zugang; die Kosten dafür beliefen sich auf 800.000 Euro.

## Anbindung
| Linie | Verlauf |
| ----- | --- |
|       | Alt-Tegel – Borsigwerke – Holzhauser Straße – Otisstraße – Scharnweberstraße – Kurt-Schumacher-Platz – Afrikanische Straße – Rehberge – Seestraße – Leopoldplatz – Wedding – Reinickendorfer Straße – Schwartzkopffstraße – Naturkundemuseum – Oranienburger Tor – Friedrichstraße – Unter den Linden – Stadtmitte – Kochstraße – Hallesches Tor – Mehringdamm – Platz der Luftbrücke – Paradestraße – Tempelhof – Alt-Tempelhof – Kaiserin-Augusta-Straße – Ullsteinstraße – Westphalweg – Alt-Mariendorf |

Am U-Bahnhof besteht keine direkte Umsteigemöglichkeit zu anderen Linien des Berliner Nahverkehrs.